# Edgar Yenokian
Edgar Yenokian –en armenio, Էդգար Ենոքյանը– (20 de julio de 1986) es un deportista armenio que compitió en lucha libre. Ganó una medalla de bronce en el Campeonato Europeo de Lucha de 2009, en la categoría de 96 kg.

## Palmarés internacional
| Campeonato Europeo | Campeonato Europeo | Campeonato Europeo | Campeonato Europeo |
| Año                | Lugar              | Medalla            | Categoría          |
| ------------------ | ------------------ | ------------------ | ------------------ |
| 2009               | Vilna (Lituania)   | Medalla de bronce  | 96 kg              |